# Bdellium

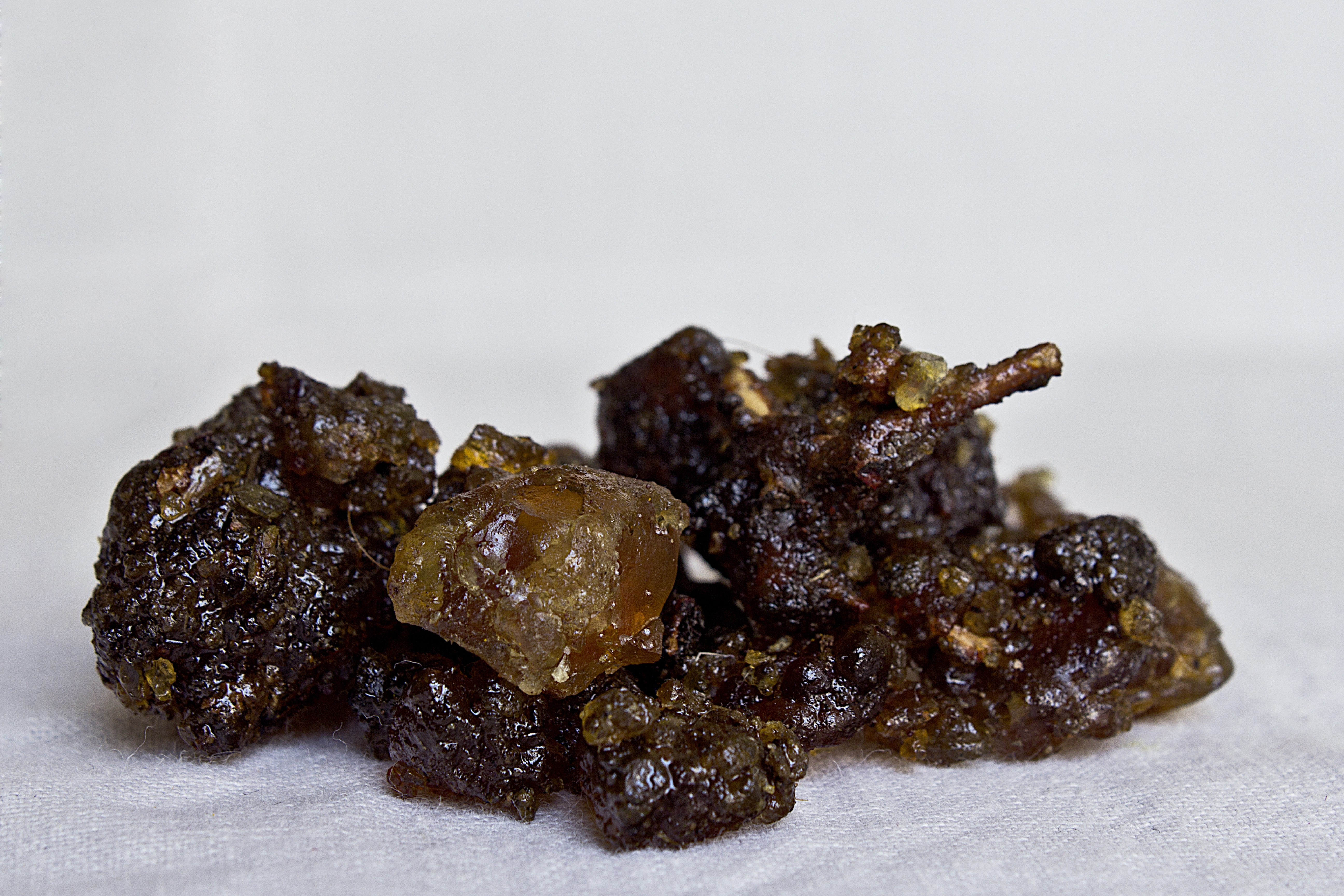
Bdellium

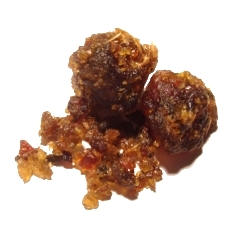
Guggulharz

Bdellium, Bdelliumharz, Bedolachharz oder Bedellienharz, genannt auch Gummi bedellium und Bedellium, Bedellion (Luther), bezeichnet auch als Guggul(harz), Falsche Myrrhe, Indische Myrrhe und Loban, ist eine Bezeichnung für Harz (Gummiharz) des südarabischen Balsambaumes Commiphora mukul (Synonym: Commiphora wightii) und des ostafrikanischen Balsambaums Commiphora africana sowie (auch als Opobalsamum) von Commiphora gileadensis (Synonym: Commiphora opobalsamum).
Das gelbliche, blass-grünliche bis braune Baumharz wird durch Einschneiden des Stamms gewonnen.
Das lateinische Wort Bdellium stammt von griechisch βδέλλιον, bdéllion („Weinpalme“, „Harz [bzw. Gummiharz] der [orientalischen] Weinpalme“) und geht auf ein semitisches Wort zurück (vgl. assyrisch budulhu und hebräisch bedolah). Die Bezeichnung Guggulu (indisch) bedeutet wörtlich übersetzt „jenes, das vor Krankheiten bewahrt“.
Bdellium wurde bereits in römischer Zeit aus Indien importiert.
Laut einer Angabe in der Bibel kommt das Bedolachharz im Land Hawila vor (Gen 2,12 ). In der Bibel wird es auch für die Beschreibung des Manna als Vergleich herangezogen (Num 11,7 ).
Die Bedeutung des hebräischen Wortes בדלח bədolach ist umstritten. Im Anschluss an alte Bibelübersetzungen, z. B. Vulgata, und die antiken Schriftsteller Plinius (Naturalis historia XII; 35) und Dioskurides (De materia medica I; 80) halten die meisten Ausleger „Bdellium“ für das im Mittelalter als „Gummi“ bezeichnete Exsudat der Gattung Commiphora, insbesondere C. opobalsamum und C. africana, beheimatet in Ostafrika und auf der Arabischen Halbinsel, aber auch in Babylonien, Baktrien und Indien. Statt Bdelliumharz wurde häufig Gummi arabicum verwendet.
Das austretende Gummiharz ist zunächst gelblich-dickflüssig, später bräunlich-fest, und halb durchsichtig. Es hat einen aromatischen Geruch, aber einen bitteren Geschmack und fand Verwendung als Duftstoff, Räucherwerk und Wundmittel.
Das Guggul-Harz wird als Räucherwerk benutzt, u. a. zur Abwehr von Moskitos und in Räuchermischungen zum Strecken von Myrrhe.
Das Harz wird in der ayurvedischen Medizin unter anderem gegen Rheuma und Übergewicht eingesetzt.
In Studien konnte eine senkende Wirkung auf erhöhte Cholesterin- und Triglyceridwerte nachgewiesen werden.
Andere Studien zeigten eine unerwünschte Senkung des HDL-gebundenen Cholesterins bei gleichbleibendem oder sogar erhöhtem LDL-gebundenen Cholesterin. Eine Senkung des Herzinfarktrisikos oder Verbesserung des Überlebens der zudem fast gesunden Probanden (lediglich leicht erhöhte Cholesterinwerte bei Studieneinschluss) wurde nicht untersucht.